# Дзопола
Дзо̀пола (на италиански: Zoppola; на фриулски: Çopule, Чопуле) е градче и община в Северна Италия, провинция Порденоне, автономен регион Фриули-Венеция Джулия. Разположено е на 36 m надморска височина. Населението на общината е 8608 души (към 2010 г.).